# Wells Fargo Plaza (Houston)
Pour les articles homonymes, voir Wells Fargo Plaza.
Le Wells Fargo Plaza est un gratte-ciel de plus de 300 mètres de haut, situé à Houston au Texas.
C'est le deuxième plus grand immeuble de l'État du Texas, après la JPMorgan Chase Tower, située elle aussi à Houston.